# Kuma (kryssare)
Kuma (球磨) var en lätt kryssare av Kuma-klass i den kejserliga japanska flottan.

## Bakgrund
Efter byggandet av kryssarna i Tenryū-klassen blev det uppenbart att konceptet med små kryssare hade brister. I slutet av 1917 skrinlades planerna på ytterligare sex fartyg i Tenryū-klassen, plus tre nykonstruerade spaningskryssare i 7 200-tonsklassen, till förmån för ett mellanfartyg i 5 500-tonsklassen som kunde användas både som ett långdistansspaningsfartyg med hög hastighet och även som ett ledningsfartyg för jagar- eller ubåtsflottiljer. Kuma byggdes i Sasebo den 29 augusti 1918, sjösattes den 14 juli 1919 och togs i bruk den 31 augusti 1920.

## Design
Fartygen i Kuma-klassen var i huvudsak förstorade versioner av kryssarna i Tenryū-klassen, med högre hastighet, räckvidd och tyngre bestyckning. Med förbättringar av tekniken för växlade turbiner kunde fartygen i Kuma-klassen uppnå en hög hastighet på 36 knop (67 km/h) och en räckvidd på 9 000 nautiska mil (17 000 km) vid 10 knop (19 km/h).
Antalet 14 cm/50 kanoner ökades från fyra på Tenryū-klassen till sju på Kuma: två föröver, två på vardera sidan av överbyggnaden och tre akteröver, vilket innebar att endast sex kanoner kunde användas på bredsidan. Antalet torpedtuber utökades också till fyra dubbelmonterade pjäser: dock förblev Kuma-klassen mycket bristfällig i luftvärnsskydd, med endast två 8 cm/40 kanoner och två 6,5 mm kulsprutor.

## Tjänstgöring

### Tidig historia
Omedelbart efter leveransen fick Kuma i uppdrag att bevaka de japanska truppernas landstigningar under den japanska interventionen i Sibirien mot den bolsjevikiska Röda armén. Hon baserades därefter i Port Arthur och patrullerade norra Kinas kust mellan Kwantung och Qingdao.
Kuma byggdes om i slutet av 1934 med en trefotsmast, två roterbara fyrdubbelt monterade torpedtuber och en flygplanskatapult för att starta ett spaningsflygplan, vanligtvis en Kawanishi E7K1 "Alf". När det andra kinesisk-japanska kriget började trappas upp patrullerade Kuma den kinesiska kusten och täckte de japanska styrkornas landstigningar i centrala Kina. I december 1937 tjänstgjorde Kuma som flaggskepp för en eskader av minröjningsubåtar I-121 till I-124 baserade i Qingdao fram till hösten 1938.

### Invasionen av Filippinerna
Den 10 april 1941 tilldelades Kuma viceamiral Ibo Takahashis 16:e kryssardivision i den japanska 3:e flottan. Vid tidpunkten för attacken mot Pearl Harbor den 8 december 1941 deltog Kuma i invasionen av norra Filippinerna, efter att ha avgått från sin bas i Mako, Pescadorerna med Ashigara, Maya och jagarna Asakaze och Matsukaze. Från 10-11 december skyddade Kuma landstigningar vid Aparri och Vigan; utanför Vigan attackerades Kuma utan framgång av fem USAAF Boeing B-17 Flying Fortress bombplan från 14:e skvadonen. Den 22 december täckte Kuma ytterligare landningar vid Lingayenbukten, Filippinerna.
Den 3 januari 1942 omplacerades Kuma till viceamiral Rokuzō Sugiyamas 3:e södra expeditionsflotta. Hon fick i uppdrag att patrullera runt de filippinska öarna från den 10 januari till den 27 februari 1942.
I mars fick Kuma i uppdrag att bevaka invasionen av södra Filippinerna, beskjuta Cebus hamn den 1 mars, sänka två kusttransporter och bevaka landsättningen vid Zamboanga, Mindanao den 3 mars. Specialstyrkor från Kuma räddade omkring 80 japanska medborgare som hade internerats. Kuma ska också ha sänkt tolv transportfartyg i Sulusjön utanför Cebu samma natt.
Den 9 april 1942, utanför Cebu, attackerades Kuma och torpedbåten Kiji av de amerikanska torpedbåtarna PT-34 och PT-41. Kuma träffades i fören av en av åtta Mark 8-torpeder som avfyrades, men det var en blindgångare. PT-34 förstördes av Mitsubishi F1M "Petes" som avfyrades från sjöflygplanstendern Sanuki Maru.
Den 10 april understödde Kuma landsättningarna på Cebu av Kawaguchi-detachementets 35:e infanteribrigadhögkvarter och 124:e infanteriregementet, och den 16 april landsättningarna på Panay av Kawamura-detachementets 9:e infanteribrigadhögkvarter och 41:a infanteriregementet. Den 6 maj bevakade Kuma det slutliga anfallet mot den amerikanska bastionen på ön Corregidor i Manilabukten. Därefter stannade Kuma kvar på patrull i Manila till den 12 augusti 1942.

### Kampanjerna i Nederländska Ostindien och Nya Guinea
Efter en ombyggnad vid Kure i september återvände Kuma till Manila den 20 september 1942 och omplacerades till viceamiral Shirō Takasus 2:a södra expeditionsflotta (nederländska Ostindienstyrkan). Hon skickades till Hongkong för att ta ombord trupper från den 38:e infanteridivisionen, som hon landsatte i Rabaul, Niu Briten den 10 oktober. Kuma fortsatte sedan till Makassar, Celebes där hon började patrullera under befäl av kapten Ichiro Yokoyama, med tillfällig ombordstigning av förstärkningar till Rabaul, Kaimana, Nya Guinea och Kabui, Nya Guinea fram till den 13 april 1943.
Från slutet av april till slutet av maj 1943 rustades Kuma upp i Singapore och därefter återupptogs patrullerna runt Nederländska Ostindien fram till den 23 juni.
Den 23 juni 1943, när Kuma befann sig i Makassar med Kinu, Ōi och Kitakami i 16:e kryssardivisionen attackerades den av sjutton Consolidated Aircraft B-24 Liberator bombplan från 319:e skvadronen/90th Bomb Group (H) från 5th Air Force. Alla fyra lätta kryssare var nära att träffas, men fick bara mindre skador.
Den 24 juni 1943 flyttades 16:e kryssardivisionen flagg från Kinu till Kuma. Båda kryssarna seglade sedan från Makassar för patruller runt Nederländska Ostindien fram till den 23 oktober. Från den 1 november renoverades Kuma i Singapore. Hennes 14 cm kanon nr 5 togs bort, liksom hennes flygplanskatapult och lyftkran. Två trippelmonterade 25 mm luftvärnskanoner av typ 96 monterades. Detta ökade det totala antalet 25 mm luftvärnskanoner på Kuma till tio eldrör (2x3, 2x2). Ombyggnaden slutfördes den 12 november och patrulleringar/transporter runt Nederländska Ostindien återupptogs, ibland till Port Blair, Andamanerna, Penang, Mergui, Burma till och med den 9 januari 1944.
Den 11 januari 1944, efter att ha seglat från Penang med jagaren Uranami på ubåtsjaktövningar, siktades Kuma av Royal Navys ubåt HMS Tally-Ho baserad i Trincomalee, Ceylon. Cirka 16 km nordväst om Penang avfyrade Tally-Ho en salva med sju torpeder från 1 700 meter. Kumas utkik upptäckte torpedernas vakar, och även om fartyget försökte svänga hårt träffades Kuma styrbord akterut av två torpeder, vilket satte fartyget i brand. Kuma sjönk med aktern i närheten av 05°26′N 99°52′E efter att hennes sjunkbomber detonerat . Uranami tog ombord överlevande, inklusive kapten Sugino, men 138 besättningsmän omkom med fartyget.